# Mahmoud Mohamed Taha
Pour les articles homonymes, voir Mahmoud Maher Taha.
Mahmoud Mohamed Taha (arabe : محمود محمد طه), né en 1909 à Rufa'a au Soudan anglo-égyptien et mort le 18 janvier 1985 à Khartoum, est un homme politique soudanais, ingénieur et théologien musulman libéral. Il joue un rôle important dans la lutte anti-colonialiste et co-fonde le Parti républicain du Soudan. Il est exécuté en 1985 par le président Gaafar Nimeiry pour apostasie.

## Enfance et débuts en politique
Mahmoud Mohamed Taha nait en 1909 à Rufa'a, une petite ville située sur la rive orientale du Nil Bleu, dans la région de El Gezira au centre du Soudan. Sa mère, Fatima Bint Mahmoud, meurt vers 1915. Son père, Mohammad Taha, déménage alors avec ses enfants à Al-Higailieg, un village voisin. La famille travaille dans l'agriculture. Muhammad Taha meurt en 1920, laissant ses quatre enfants qui sont élevés par leur tante Taha à Rufa'a. Elle permet aux enfants de poursuivre leurs études. En 1936, Mahmoud Mohamed Taha est diplômé de l'école d'ingénieur de Gordon Memorial College, aujourd’hui l'Université de Khartoum. Après une courte période au service des chemins de fer du Soudan, il démissionne et se met à son compte en 1941. Il devient un participant actif de la lutte nationaliste pour l'indépendance du début du mouvement à la fin des années 1930, mais il n'est pas satisfait de la participation des élites musulmanes éduquées de manière pieuse au sein de ce combat.
Taha et d'autres personnes ayant adhéré à ses critiques du mouvement nationaliste créent le Parti Républicain au mois d'octobre 1945. Les publications de l'organisation reflètent une forte tendance libérale au sein de l'islam. La politique du parti, prônant la confrontation directe et ouverte avec les autorités coloniales, aboutit à l'arrestation et l'emprisonnement de Taha en 1946. Il est condamné à un an de prison pour avoir refusé de cesser ses revendications politiques contre le gouvernement colonial britannique. Toutefois, en réponse aux protestations orchestrées par le Parti républicain, il est gracié par le gouverneur général britannique et libéré au bout de cinquante jours.
La même année, il est de nouveau arrêté, jugé et condamné à deux ans de prison pour avoir dirigé une révolte populaire contre les Britanniques dans la ville de Rufa'a. Plus tard, il décrit cette période en prison : « Quand j'étais en prison, j'ai commencé à réaliser que j'ai été élevé ici-bas par mon Seigneur, et là, j'ai commencé ma Khalwah (traduction littérale "retraite/isolement") avec Lui. ». Durant ces deux années d'emprisonnement ainsi que les trois années suivantes, il s'impose à lui-même un isolement religieux dans sa ville natale de Rufa'a. Taha s'initie aux méthodes de culte islamique qui conduisent à une nouvelle compréhension de la signification du Coran. Ces méthodes consistent principalement au culte de la prière et du jeûne en suivant les préceptes de Mahomet. Bien que Taha partage la conviction commune de tous les musulmans que les révélations célestes sont inscrites dans le Coran, il souligne que les personnes consacrées peuvent recevoir une compréhension éclairée de la Parole de Dieu et apprendre directement par l'intermédiaire de sa parole tel qu'il lui est révélé à Mahomet. À l'appui de cet argument, il cite le verset 282 de la deuxième sourate du Coran qui dit que « Dieu enseigne à celui qui est pieux et qui craint Dieu. » Il cite également le "dire prophétique" qui dit que « la personne qui agit conformément à ce qu'il ou elle connaît sera consacré(e) par Dieu de la connaissance de ce qu'il ou elle ne sait pas ».

## Élaboration d'une pensée juridique et religieuse
Selon M. Taha, il y a une distinction fondamentale entre la période mecquoise (formulation des dogmes et des principes éthiques) et la période médinoise (une expérience historique dans un contexte déterminé), et il faut que les musulmans donnent plus d'importance à la première période.
Taha élabore la théorie d’un « Second Message de l’islam » (titre de son livre paru en 1967 sous le titre arabe Ar-Risala at-taniya min al-islam) après une longue période d’ « isolement religieux ». D’après cette théorie, le Coran contient deux messages qui se contredisent. Le message contenu dans les versets du Coran révélés à La Mecque (« Coran mecquois ») exposent un discours différent sur la liberté religieuse et l’égalité entre les sexes que les versets révélés après le départ de Mahomet pour Médine (« Coran médinois »). La tradition juridique coranique a résolu cette « contradiction » en usant de l’ « abrogation » (naskh), principe qui découle du Coran lui-même (II, 106) : « Nous ne transférons aucun signe, nous n'en laissons pas oublier, sans en susciter un autre, meilleur ou similaire » (traduction Chouraqui). Les premiers législateurs abrogèrent les versets mecquois et se servirent des versets médinois : ce fut la création de la loi islamique traditionnelle, la charia.
C’est ce que M. Taha appelle « le premier message de l’islam ». Il pensait que le « Coran médinois » ainsi que les lois de la charia basées sur ces versets violaient les valeurs d’égalité, de liberté religieuse et la dignité humaine, et qu’elles étaient dépassées. Ces versets étaient des « versets subsidiaires », valables pour la société du VIIe siècle, mais « inadaptés à l’époque moderne, le vingtième siècle ». Les versets mecquois, qui forment le « Second message » de l’islam, doivent constituer la « base de la législation » islamique pour une société moderne. La vraie charia, d’après Taha, n’est pas figée, mais capable « d’évoluer, d’assimiler les capacités de l’individu et de la société et de guider la vie suivant une échelle de développement continu ». Pour lui, le Coran de Médine est approprié en son temps pour constituer la charia, mais la « forme originale, authentique » de l’islam est le Coran de La Mecque, qui garantit un statut égal entre hommes et femmes, musulmans et non musulmans. Taha affirme que la constitution soudanaise doit être réformée pour réconcilier « le besoin individuel de liberté absolue et le besoin commun de justice sociale totale ».
Afin de promouvoir sa théorie, il crée un groupe de travail, les « Frères républicains ». Ce collectif étudie en détail les rituels islamico-soudanais, les coutumes, les valeurs culturelles et les pratiques légales. Les Républicains mettent fin à la norme sociale qui restreint le rituel soufi aux hommes. Un groupe de « Sœurs républicaines » se forme également. « Non seulement les femmes prenaient part à toutes les prières et autres rituels religieux, mais elles jouèrent un rôle déterminant dans la composition d’hymnes et de poèmes. »

## Arrestation, procès et exécution
Le 5 janvier 1985, Taha est arrêté pour avoir distribué des pamphlets appelant à l’abolition de la charia au Soudan. Il refuse d’assister à son procès, qui débute le 7 janvier. Le procès dure deux heures avec pour charge principale l’aveu que les accusés étaient opposés à l’interprétation de la loi islamique en vigueur au Soudan. Devant la Cour, M. Taha déclare : 

« J'ai affirmé à plusieurs reprises mon opinion, selon laquelle les lois de septembre 1983 bafouent la charia islamique et l'islam lui-même. De plus, ces lois ont défiguré la charia islamique et l'islam jusqu'à les rendre repoussants. Plus encore, ces lois ont été édictées et utilisées pour terroriser le peuple et le soumettre à force d'humiliation. Ces lois ont également mis en péril l'unité nationale du pays. Voilà quelles sont mes objections sur le plan théorique. Sur le plan pratique, les juges qui ont imposé ces lois n'ont pas les qualifications techniques requises. Ils ont aussi failli moralement, ne refusant pas de se placer sous le contrôle des autorités de l'exécutif, qui les ont utilisés pour bafouer les droits des citoyens, humilier le peuple, défigurer l'islam, insulter l'intellect et les intellectuels et pour humilier des opposants politiques. Pour toutes ces raisons, je n'ai pas l'intention de coopérer avec un tribunal qui a trahi l'indépendance de la justice et qui ne s'est pas opposé à ce qu'on le manipule afin d'humilier le peuple, d'insulter la libre pensée et de persécuter des opposants politiques. »

Le lendemain, il est condamné à mort avec quatre disciples (qui se repentirent par la suite et furent acquittés) pour « hérésie, opposition à l’application de la loi islamique, trouble à la sécurité publique, incitation à s’opposer au gouvernement, et reconstitution d’un parti politique interdit. » Le gouvernement interdit que ses opinions non orthodoxes sur l’islam soient débattues en public pour la raison que cela « créerait un trouble religieux » ou fitnah (« scission », « sédition »). Un tribunal spécial confirme la sentence en appel le 15 janvier. Deux jours plus tard, le président Nimeiry fixe l’exécution au 18 janvier. Malgré la faible importance de son groupe, des milliers de manifestants contestent son exécution et la police montée use de nerfs de bœuf pour repousser la foule. L’inhumation du corps est tenue secrète.